# Premis Ondas 1996
Els Premis Ondas 1996 van ser la quaranta-tresena edició dels Premis Ondas, fallats el 30 d'octubre de 1996. A més de les categories nacionals i internacionals de ràdio i televisió, aquesta edició conté guardons de cinema (atorgats per primer cop el 1991) i de música (atorgats per primer cop el 1992). La gala fou presentada per Iñaki Gabilondo i Gemma Nierga.

## Nacionals de ràdio
- Millor programa de difusió nacional: Un mundo sin barreras de Onda Cero.
- Millor programa de ràdio local: El Programa de Carlos Herrera de Canal Sur Radio.
- Millor presentador de programa musical: Ángel Álvarez de M80 - SER
- Premis especials del jurat Diario de la tarde de RNE: Pepe Domingo Castaño per Carrusel deportivo de la Cadena SER.

## Nacionals televisió
- Millor serie: Médico de familia de Tele 5.
- Millor programa d'entreteniment: Esta noche cruzamos el Mississippi de Tele 5.
- Millor tasca professional ex aequo: Matías Prats Cañete i Matías Prats Luque.
- Programa més innovador: Lo + Plus de Canal Plus.
- Millor programa especialitzat: La 2 Noticias de TVE.

## Internacionals ràdio
- Lieux de Memorie: La 2CV, une modeste huitième merveille du monde. SRF/France Culture
- Mein wunderbares schattenspiel ARD/WDR
- Word of mouth BBC Radio 4

## Internacionals televisió
- Cuba 111 BRTN
- Verdad consecuencia Artear, Argentina
- Les coses com són - Episodi Brasil, TV3

## Cinema
- Millor director ex aequo: Alejandro Amenábar per Tesis i Isabel Coixet per Cosas que nunca te dije.
- Millor actor: Álex Angulo per El día de la bestia.
- Millor actriu: Emma Suárez per Tierra i Tu nombre envenena mis sueños.
- Millor pel·lícula: El día de la bestia.
- Premi Cinemanía: Fernando Fernán Gómez.

## Música
- Millor cançó: Lo eres todo de Santonja/ Van Aersen. Interpretada per Luz Casal.
- Millor grupo español: Ketama.
- Artista revelació espanyol: Rosana Arbelo.
- Millor álbum: Lunas rotas de Rosana Arbelo.
- Millor clip: La auto radio canta de Miguel Bosé.
- Millor artista llatí: Caetano Veloso.
- Artista revelació llatí: Ricky Martin.
- Millor grup en directe: Héroes del Silencio.
- Premi Ondas especial del Jurat a la cançó: Macarena de Los del Río.
- Menció especial del Jurat al cantaor: José Menese.
- Premi Ondas especial de l'Organització: Phil Collins.
- Premi Ondas especial de l'Organització per la seva trajectòria professional: Paul Anka.
- Labor més notòria en música clàssica ex aequo: Orfeón Donostiarra i L'Orquestra Simfònica de Tenerife amb el seu director Víctor Pablo Pérez.